# منتخب كرواتيا تحت 20 سنة لكرة الطائرة للسيدات
منتخب كرواتيا تحت 20 سنة لكرة الطائرة للسيدات هو ممثل كرواتيا الرسمي في المنافسات الدولية في كرة طائرة في فئة كرة الطائرة للسيدات تحت 20 سنة.